# Кинтана, Дани
Даниэль ‘Дани‘ Кинтана Соса (исп. Daniel Quintana Sosa; 8 марта 1987 года, Лас-Пальмас-де-Гран-Канария, Испания) — испанский футболист, полузащитник клуба «Чэнду Синчэн».

## Карьера игрока
Кинтана — воспитанник «Валенсии», за вторую команду которой сыграл 6 матчей. В период с 2008 по 2013 год играл за клубы низших профессиональных лиг Испании. В январе 2013 года перешёл в польский клуб «Ягеллония». 23 февраля того же года в матче против клуба «Подбескидзе» дебютировал в чемпионате Польши, а 3 марта в матче против клуба «Гурник» (Забже) забил свой первый гол за «Ягеллонию». Всего за польский клуб сыграл 56 матчей и забил 20 голов. 29 сентября 2014 года перешёл в саудовский клуб «Аль-Ахли» (Джидда). 18 октября того же года в матче против клуба «Ан-Наср» (Эр-Рияд) дебютировал в чемпионате Саудовской Аравии, а также в этом матче забил единственный гол за «Аль-Ахли». В марте 2015 года перешёл в азербайджанский клуб «Карабах» (Агдам), подписав контракт на 3 года. В составе «Карабаха» два раза выиграл национальный чемпионат, а также стал двукратным обладателем национального кубка.